# Дворкин, Александр Леонидович
Алекса́ндр Леони́дович Дво́ркин (род. 20 августа 1955, Москва, СССР) — российский исследователь современного религиозного сектантства, деятель антисектантского движения в России, светский и церковный историк-медиевист, православный богослов, общественный деятель, писатель. Автор 14 книг и более 450 публикаций на 15 языках, автор статей в «Православной энциклопедии» и трёх статей (две в соавторстве) в «Большой Российской энциклопедии». Исследователи связывают с А. Л. Дворкиным введение и распространение в русском языке понятия (термина) «тоталитарная секта».

## Степени и должности
А. Л. Дворкин имеет степень Ph.D. (доктора философии) по истории Средних веков от Фордемского университета Нью-Йорка (1988). Работу над диссертацией вёл под научным руководством протопресвитера Иоанна Мейендорфа. Позднее диссертация была издана отдельной монографией Эрлангенским университетом. Также А. Л. Дворкиным получены степени бакалавра гуманитарных наук по специальности «русская литература» в Хантерском колледже Городского университета Нью-Йорка (1980), степень Master of Divinity в Свято-Владимирской православной духовной семинарии Американской православной церкви в Нью-Йорке (1983). Предусмотренные российской государственной системой аттестации учёные степени и звания у Дворкина отсутствуют, потому что нострификация дипломов о полученном в США образовании не проводилась. 
А. Л. Дворкин имеет учёное звание профессора Православного Свято-Тихоновского гуманитарного университета (ПСТГУ), присвоенное указом уполномоченного лица учредителя вуза — Патриархом Алексием II.
В 1999—2012 годах занимал должность заведующего кафедрой сектоведения Миссионерского факультета ПСТГУ. В настоящее время является профессором кафедры миссиологии Миссионерского факультета ПСТГУ, а также профессором кафедры истории Церкви и канонического права Богословского факультета и профессором кафедры теологии Факультета дополнительного образования.
Президент общественных организаций «Российская ассоциация центров изучения религий и сект» (РАЦИРС) и «Центр религиоведческих исследований во имя священномученика Иринея Лионского» (ЦРИ) (создан по благословению Патриарха Алексия II).
Вице-президент международного института по изучению сектантства «Диалог-центр» (DCI — Dialog Center International — характеризуется как «контркультовая» организация). Вице-президент «Европейской федерации центров по исследованию и информированию о сектантстве» (FECRIS).
С апреля 2009 года — Председатель Экспертного совета по проведению государственной религиоведческой экспертизы при Министерстве юстиции Российской Федерации. Член Экспертной группы по совершенствованию законодательства в сфере свободы совести и религиозных объединений Экспертного совета Комитета Государственной Думы по развитию гражданского общества, вопросам общественных и религиозных объединений.
Чтец храма Святой Троицы в Хохлах. Был иподиаконом.
Doctor Honoris Causa Прешовского университета (2016) за «вклад в развитие научных знаний, культуры, гуманизма, международных связей и вклад в продвижение добрых отношений между республикой Словакия и Российской Федерацией».
А. Л. Дворкин удостоен высоких наград Русской православной церкви: ордена преподобного Сергия Радонежского III степени, ордена святителя Иннокентия Московского III степени, ордена Преподобного Нестора Летописца УПЦ, ордена святого благоверного князя Даниила Московского III степени. Последний орден вручён по благословению патриарха Алексия II «За просветительскую деятельность и распространение достоверной информации об учении и деятельности тоталитарных сект и деструктивных культов».
Деятельность Дворкина и его работы критиковались в СМИ со стороны некоторых общественных деятелей и в публицистике религиоведами, которые считают такой подход конфессиональным и имеющим мало общего со светским религиоведением. Концепция А. Л. Дворкина о тоталитарных сектах критикуется некоторыми приверженцами «миссионерского подхода» к последователям других религий и сектантству — священником О. В. Стеняевым и преподавателем сектоведения в Нижегородской духовной семинарии Р. М. Конём. В то же время книга Дворкина «Сектоведение. Тоталитарные секты» (переведена на болгарский, грузинский и литовский языки) имеет положительные отзывы со стороны учёных, она и прочие публикации используются и цитируются в диссертациях, монографиях и научных статьях. А доктор философских наук, профессор ИППК МГУ имени М. В. Ломоносова И. Я. Кантеров в научно-теоретическом журнале «Религиоведение» включил книгу «Сектоведение» в раздел «Монографии» списка «дополнительной рекомендуемой литературы» по «Программе дисциплины „Новые религиозные движения и культы“», курс которой читает в ИППК МГУ.
В то же время сами данные организации предпочитают называть себя «антисектанскими», ввиду отличия подходов американского и европейского антикультового движения, и провозглашают своей главной задачей распространение достоверной информации о тоталитарных сектах (деструктивных культах) и противодействие их распространению.

## Биография

### Семья, учёба
Родился 20 августа 1955 года в Москве, в интеллигентной семье. Отец был инженером, а мать, уроженка Белоруссии Бронислава Зиновьевна Букчина (1924 — 7 ноября 2014), защитила диссертацию на соискание учёной степени кандидата филологических наук и работала доцентом в секторе культуры речи Института русского языка АН СССР. В годы немецкой оккупации его маму приютила и спасла семья школьных учителей в украинском селе на границе Винницкой и Одесской областей. Она стала одним из авторов словаря-справочника «Слитно или раздельно?». Дедушка — доктор экономических наук и профессор, был репрессирован (освобождён в 1955-м, реабилитирован примерно через полтора года), работал старшим экономистом на сыроваренном заводе в Угличе, часто посещал внука и был ему как отец.
Среднее образование получил в московских школах № 25, 91 и 112. После окончания 10 класса в 1972 году поступил в Московский педагогический институт на факультет русского языка и литературы. Во время учёбы присоединился к движению хиппи. Был отчислен с третьего курса института за неуспеваемость и непосещение занятий, однако сам Дворкин полагает, что одним из мотивов отчисления было его участие в движении хиппи. После этого работал рентгенологом в Московской медицинской академии им. И. М. Сеченова (не имея медицинского образования) и санитаром в больнице. В это же время стал разделять и пропагандировать диссидентские идеи, почерпнутые, в основном, из книг Александра Солженицына. Согласно автобиографии, после того как с лета 1976 года КГБ начал склонять его либо к отказу от распространения подобных взглядов, либо к сотрудничеству, либо к эмиграции, Дворкин выбрал эмиграцию.
У А. Л. Дворкина есть старшая сестра. Супруга, Ирина Георгиевна (в девичестве Дзюбинская), уроженка Челябинска и дочь подполковника ВВС Георгия Дзюбинского, является выпускницей факультета иностранных языков Челябинского педагогического института. Дочь Ульяна (Иулиания). Семья проживает в Москве.
В свободное от работы время А. Л. Дворкин несёт послушание алтарника и чтеца в московском храме Святой Троицы в Хохлах. Отпуск А. Л. Дворкин проводит обычно с семьёй или на Украине, где прошло его детство, или в странах Средиземноморья, например на Кипре и в Греции.

### Эмиграция (1977—1991)
Для выезда из СССР Дворкин воспользовался фиктивным приглашением из-за границы — существовавшим в 1970-е годы способом официально выехать за рубеж на постоянное место жительства — которое ему прислал один из недавних московских хиппи, перебравшийся в Тель-Авив. Перед эмиграцией Александр Дворкин успел вместе с другом совершить четырёхмесячное путешествие автостопом, побывав в Грузии, Крыму, Молдавии, Западной Украине, Белоруссии.
6 марта 1977 года Дворкин эмигрировал из СССР, автоматически лишившись при этом советского гражданства. Поначалу он добрался самолётом до Вены, где в аэропорту «Швехат» располагался главный транзитный пункт для советских эмигрантов, которые переправлялись либо в Израиль, либо на Запад. Соответственно, будущих израильтян брало под опеку Еврейское агентство, отправлявшее их самолётом до Тель-Авива. Остальные следовали в основном в США, пользуясь услугами международного «Толстовского фонда», помогавшего переправлять бывших советских граждан в Америку. Именно туда и направился Дворкин. Для этого ему следовало оформить визу на въезд в США, чем занималось американское посольство в Риме. Поэтому сотрудники международной организации сажали желающих на поезд до Рима, где те оформляли необходимые бумаги. Воспользовавшись этой услугой, Дворкин оказался в Италии. Впоследствии он рассказывал: «Я в Израиль и не собирался. В моем сознании он как-то мало отличался от Советского Союза — тут и подозрительно похожие на колхоз кибуцы, и обязательная служба в армии, а мне с арабами делить было нечего. Напротив, как вчерашний хиппи, я грезил именно Америкой». Находясь в Италии, путешествовал автостопом, посетив ряд городов. Во Флоренции вместе с другом Дворкин заночевал в палатке кришнаитов, а утром, проснувшись, вступил с ними в мировоззренческий спор. В результате один из кришнаитов позже присоединился к ним. Через четыре месяца Дворкин получил от американского посольства разрешение на въезд в США и в тот же день самолётом прибыл из Рима в Международный аэропорт имени Джона Кеннеди в Нью-Йорке.

#### В США
Первые месяцы пребывания в США А. Л. Дворкин работал курьером, официантом, копировальщиком. Знакомство с реальным миром американских хиппи принесло ему разочарование.

##### Учёба и принятие православия (1978—1983)
В 1978 году Дворкин стал студентом Хантерского колледжа Городского университета Нью-Йорка, где продолжил изучение русской литературы. В 1979 году во время посещения православного храма в Нью-Йорке решил креститься. На следующий день после посещения храма он встретил соотечественника, возглавлявшего кружок последователей Георгия Гурджиева. Дворкин на некоторое время увлёкся идеями нового знакомого, но не оставлял идею о крещении. По его словам, «гуру» активно отговаривал его от этого шага, и он расстался с наставником. Александр Дворкин принял крещение в нью-йоркском храме Христа Спасителя Православной церкви в Америке (ПЦА) 19 января 1980 года.
Летом 1980 года Дворкин окончил Хантер-колледж в Нью-Йорке, получив здесь степень бакалавра по специальности «русская литература». После этого он начал оформлять документы для аспирантуры по русской литературе в Колумбийском университете. В это время он познакомился с известным диссидентом, автором «Очерков по истории русской церковной смуты» Анатолием Красновым-Левитиным, который посоветовал Дворкину продолжить образование в Свято-Владимирской православной духовной семинарии ПЦА в Нью-Йорке. Первым, кто его принял здесь, был протоиерей Иоанн Мейендорф. Беседа с ним сыграла решающую роль в выборе вуза, и осенью 1980 года Александр Дворкин стал студентом семинарии. Здесь он познакомился с ректором — протопресвитером Александром Шмеманом, который стал его духовником.
В 1981 году Дворкин совершил паломническую поездку, во время которой посетил Израиль и Грецию. В Греции Дворкин побывал на Афоне, в древнем Пантелеимоновом монастыре, откуда привёз отцу Александру Шмеману подарок одного из русских насельников — покровцы и возду́х работы XVIII века. Воспоминания от этой поездки, а также от последующих поездок на Афон вошли в книгу «Афонские рассказы».
Во время учёбы в академии Дворкин нёс послушание: в 1982 году был поставлен во чтецы первоиерархом ПЦА митрополитом Феодосием, позже стал алтарником, а потом — старшим алтарником академического храма. Летом 1982 года здоровье ректора Академии отца Александра Шмемана заметно ухудшилось, и ему стало трудно принимать исповедь. Поэтому Александр Дворкин взял благословение ходить на исповедь к преподавателю академии, историку православия протоиерею Иоанну Мейендорфу, ставшему его новым духовником.

##### Диссертация, преподавательская деятельность (1984—1988)
Летом 1983 года Дворкин окончил духовную семинарию и стал магистром богословия (Master of Divinity (M. Div.)). В конце 1983 года отец Александр Шмеман скончался. Новым ректором академии стал протопресвитер Иоанн Мейендорф. В 1984 году по окончании «карантинного» срока для натурализации Дворкин получил американское гражданство и поступил в докторантуру при кафедре средневековой истории Фордхемского университета — так называемого «иезуитского университета Нью-Йорка», основанного Католической церковью, а с 1969 года являющегося независимым учебным учреждением, в котором можно получить как религиозное, так и светское образование, — где специализировался на изучении византийской и русской истории Средних веков. Туда его пригласил преподававший там отец Иоанн Мейендорф.
В 1987 году благодаря программе Комитета по христианскому сотрудничеству Ватиканского секретариата христианского единства Дворкин поработал полгода в основанной иезуитами для обучения русских католических и православных студентов Папской коллегии Руссикум в Риме. В Ватиканской библиотеке он собирал материалы для докторской диссертации. По возвращении преподавал русскую историю в высшей Нью-Йоркской школе изобразительных искусств, продолжая научные исследования.
В 1988 году под руководством отца Иоанна Мейендорфа Дворкин защитил в Фордхемском университете диссертацию на тему «Иван Грозный как религиозный тип» («Ivan the Terrible as a Religious Type»), получив степень Ph. D. по истории. Сама диссертация вышла отдельным изданием на английском, а позже — и на русском языках.
После защиты диссертации «молодого специалиста» могли принять только в университете в Эль-Пасо (штат Техас). Предлагаемый для преподавания предмет «Введение в общую историю» был не очень интересен Дворкину как специалисту по русской истории ввиду его ознакомительности и непродолжительности. В связи с этим он решил сменить сферу деятельности.

##### Работа на радио (1988—1991)
В конце 1988 года А. Л. Дворкин переехал в Вашингтон, где работал в бюро радиостанции «Голос Америки» (одним из тех, у кого он брал интервью, был Борис Гребенщиков). В это же время он стал иподиаконом и алтарником владыки Василия Родзянко в Никольском кафедральном соборе в Вашингтоне.
В 1991 году А. Л. Дворкин получил предложение переехать в Западную Европу от Алексея Цветкова, который ранее был сотрудником выходившей в Сан-Франциско газеты «Русская жизнь», затем переехал в Германию и начал работать на радиостанции «Свобода». Дворкин стал одним из редакторов отдела новостей мюнхенского бюро радиостанции. Одновременно он служил алтарником в местном православном сербском храме.
А. Л. Дворкин, отметил, что ему припоминают факт работы на Радио «Свобода», которое финансировалось Конгрессом США, несмотря на то, что раньше многие из критиков сами ловили «Свободу», чтобы узнать новости о «гонениях за веру».
В начале 1990-х годов А. Л. Дворкин также сотрудничал с организацией, которая помогала православным американским семьям усыновлять детей-сирот из России.

### Возвращение в Россию и начало антисектантской деятельности
Александр Дворкин посещал Россию во время Михаила Горбачёва, однако бо́льшую часть времени оставался за рубежом.
В 1991 году, после путча, Дворкин позвонил своему духовнику отцу Иоанну Мейендорфу и получил его благословение на возвращение на Родину.
Дворкин возвратился в Россию 31 декабря 1991 года. Несколько месяцев спустя, в марте 1992 года, он поступил на работу в недавно образованный отдел религиозного образования и катехизации Московского патриархата. В первое время Дворкин проводил публичные катехизаторские и просветительские лекции, в том числе с заключёнными Бутырской тюрьмы, преподавал историю Церкви. По словам Дворкина, вначале он наотрез отказался от предложения главы сектора религиозного образования Глеба Каледы плотно заняться «проблемой противодействия сектам», хотя во время проживания в США сталкивался и с кришнаитами, и с харизматиками, а также изучал сектоведение в Свято-Владимирской православной духовной семинарии.
Антисектанской деятельностью Дворкин начал заниматься летом 1992 года, после возвращения с похорон отца Иоанна Мейендорфа по предложению протоиерея Глеба Каледы. Главной причиной, по его словам, явилось сочувствие к людям, приходившим с жалобами на секты, в которые попадали их родственники. В марте 1993 года Александр Дворкин провёл конференцию по проблеме культа «Богородичный центр».
Для того времени эта тема была актуальной, так как в начале 1990-х годов, после провозглашения в России религиозной свободы, вместе с появлением иностранных миссионеров, принадлежавших к крупнейшим христианским конфессиям мира, активизировались новые религиозные движения. Большую помощь Александру Дворкину оказал глава датской контркультовой организации «Диалог-Центр» профессор Йоханнес Огор, который посетил Москву весной 1993 года и, познакомившись с Дворкиным, пригласил его в гости. Вернувшись из поездки, Дворкин решил создать подобный центр в России.
5 сентября 1993 года при Отделе религиозного образования и катехизации РПЦ МП был открыт «Информационно-консультативный центр святого Иринея Лионского». Основное отличие данного центра от антикультовой «Cult Awareness Network», указываемое Дворкиным, — это консультативный статус организации, предупреждающей об «опасности попадания в секту», реабилитацией же «сектантов» центр не занимается.
Во многом благодаря Дворкину и диакону Андрею Кураеву в декабре 1994 года на Архиерейском соборе Русской православной церкви было принято определение «О псевдохристианских сектах, язычестве и оккультизме». Некоторые критики высказывают мнение, что Дворкин совместно с Кураевым развернул активную борьбу с любыми проявлениями религиозной жизни в России вне юрисдикции Русской православной церкви, сделав упор на устойчивые отрицательные стереотипы, привитые антирелигиозной пропагандой в советский период. В список сект были занесены, в частности, неопятидесятники и кришнаиты.

### Преподавательская деятельность
С 1992 по 1994 год А. Л. Дворкин преподавал предмет «История Церкви» на факультете журналистики в МГУ, где занимал должность профессора. В дальнейшем контракт продлен не был. В публикациях критиков широко комментируется документ, в котором указано, что причиной явилось отсутствие степени магистра. В официальной биографии А. Л. Дворкина отмечается, что руководство факультета утратило интерес к группе церковной журналистики и контракт не был продлён по взаимной договоренности со всей группой преподавателей.
После этого А. Л. Дворкин перешёл в созданный в 1993 году Российский православный институт св. Иоанна Богослова, а в 1995 году занял должность заведующего кафедрой сектоведения в Православном Свято-Тихоновском гуманитарном университете (ПСТГУ), учреждённого к тому времени РПЦ, и получив указом уполномоченного лица учредителя — Патриарха Алексия II — учёное звание профессора.
По информации ПСТГУ, кроме лекций, которые читаются в России и в Брюсселе, при кафедре Дворкина «проводится систематическая антисектантская работа».
Читал курс лекций по новым религиозным движениям в финском университете Йоэнсуу, неоднократно выступал в различных германских высших учебных заведениях, в Братиславском университете(Словакия) и Орхусском университете (Дания), а также во множестве отечественных вузов — от Сахалина и Владимира до Калининграда.

### Другая деятельность
А. Л. Дворкин выполняет послушание чтеца храма Святой Троицы в Хохлах.
4 ноября 2009 года состоялась премьера фильма Павла Лунгина «Царь», о взаимоотношениях Ивана Грозного и митрополита Филиппа. Александр Дворкин стал консультантом фильма, а также сыграл роль архиепископа Пимена
29 февраля 2012 года в Институте философии РАН под эгидой интеллектуального клуба «Катехон» состоялась встреча с А. Л. Дворкиным на тему на положения сект в политике США и России и их влияния на сознание человека.
А. Л. Дворкин регулярно выступает по телевидению (в том числе, на телеканале «Спас»).

### Дворкин и РПЦ
Деятельность А. Л. Дворкина отмечена наградами РПЦ, его приглашают с лекциями во многие епархии. В 2008 году патриарх Алексий II поздравил Центр религиоведческих исследований во имя свщмч. Иринея Лионского, пожелав «дальнейших успехов в их деятельности на благо Русской Православной Церкви и нашего Российского Отечества». Понятие «тоталитарная секта» используется большинством православных антисектантских организаций. В 2007 году Александр Дворкин награждён орденом Нестора летописца III степени от Украинской православной церкви.

### Понятие «Тоталитарная секта»
А. Л. Дворкину приписывается введение в обиход в русском языке термина «тоталитарная секта».
Во время on-line-конференции в РИА Новости Александр Дворкин сказал по этому поводу следующее:
В связи с путаницей в употреблении термина «секты» я предлагаю разделять секты «классические» от сект «тоталитарных». Классические секты — это сравнительно небольшие культурно ограниченные религиозные организации, главный смысл существования которых — это противостояние основной религиозной традиции страны. Но вместе с тем, ни в коей мере нельзя сказать, что они социально опасны, эксплуатируют своих последователей, контролируют их сознание, наживаются на них и т. д. Все эти признаки характерны как раз для тоталитарных сект. К классическим сектам относятся, например, баптисты. Нужно отметить, что, употребляя этот термин, я никак не хочу их обидеть. Это классический термин социологии религии. Можно сказать, что баптисты — это уважаемая христианская секта. Есть и секты, принадлежность которых к той или иной группе определить достаточно сложно, поскольку они по ряду признаков уже не классические, но ещё и не тоталитарные. К таким сектам я отнёс бы адвентистов седьмого дня и старопятидесятников. Ну а далее следуют уже собственно тоталитарные секты, которыми я и занимаюсь.
30 сентября 2006 года на телеканале «Россия» в программе «Национальный интерес» с Д. К. Киселёвым Дворкин дал определение «тоталитарной секты» со ссылкой на французский опыт

Это особого рода авторитарные организации, которые направлены на власть и деньги для руководства и ближайшего окружения, которые прикрываются различными масками, совсем не обязательно религиозными, может быть, и политическими, может быть, и психологическими, может, и какими угодно другими, для которых характерны обман при вербовке, контролирование сознания членов, эксплуатация членов, регламентация всех аспектов их жизни и т. д. и т. п.
 Присутствовавший рядом протодиакон А. В. Кураев отметил, что 

Александр Леонидович привёл определение, которое французский законодатель дал секте. То есть не просто какого-то специалиста. Во французском законе это определение есть… Это хорошая база, от которой можно отталкиваться при разработке аналогичной дефиниции в российском праве
 По их мнению, аналогичное понятие нужно ввести в законодательство России. В других своих интервью Дворкин прямо говорит, что характеристика понятию «тоталитарная секта» дана в законе Франции, принятом в мае 2001 года, и во избежание недомолвок в приложении к закону приведён список из 178 наименований опасных сект. В принятом Парламентом Франции 30 мая 2001 года Законе «О предупреждении и пресечении сектантских течений, ущемляющих права и основные свободы человека» по отношению к сектантским организациям применяется понятие «юридическое лицо» (фр. personne morale). В Главе 4. «Положения, ограничивающие рекламу сектантских движений» прямо не даётся какого-либо определения понятию «тоталитарная секта», хотя много раз названы все существенные признаки тоталитарной секты, которые использует в своём определении Александр Дворкин.
В феврале 2012 года на встрече в интеллектуальном клубе «Катехон» в Институте философии РАН А. Л. Дворкин сказал, что «когда я проводил свою самую первую конференцию на журфаке МГУ, в её названии я впервые употребил термин „тоталитарная секта“, хотя даже и не думал, что первым употребляю этот термин, мне он казался совершенно очевидным.» Касаясь определения понятия тоталитарная секта, он сказал, что «естественно, я могу дать только определение идеальной классической или идеальной тоталитарной секты — в жизни они в таком „беспримесном“ виде редко встречаются, между ними есть такая серая зона посередине. Что свойственно тоталитарным сектам или деструктивным культам? Это, во-первых, характерные для них цели. Прежде всего власть, совершенно безграничная власть, а также деньги для руководства и ближайшего окружения. А во-вторых, это характерные для них методы, которыми эти цели достигаются: обман при вербовке, манипулирование сознанием, эксплуатация своих членов, регламентация всех аспектов их жизни, абсолютизация и/или обожествление лидера и/или организации.» По-поводу уголовной составляющей в тоталитарной секте А. Л. Дворкиным было отмечено, что «Там могут быть уголовные преступления, но может их и не быть. Но главное: если воля лидера абсолютна — это преступление в любой момент может произойти. Как известно, власть развращает, а абсолютная власть развращает абсолютно. Для них самое главное — это власть, которую лидер имеет над членами секты. Понятно, что власть дает и деньги, а деньги умножают власть, но все же власть, властолюбие — в первую очередь.» По-поводу религиозной составляющей в тоталитарной секте А. Л. Дворкин заметил, что «тоталитарные секты совсем не обязательно являются религиозными: они могут прикрываться религией, а могут быть вовсе не религиозными. Пример нерелигиозной тоталитарной секты — та же самая сайентология».
М. О. Шахов, религиовед, специалист по сравнительному изучению французского и российского опыта государственно-конфессиональных отношений, профессор РАГС профессор РГТЭУ, доктор философских наук, член Экспертного совета Комитета по делам общественных и религиозных организаций Государственной Думы Федерального Собрания РФ отмечает, что по состоянию на 2009 год:
Французское законодательство, как и российское, не знает такого понятия как «секта». Попытка ввести такое понятие в правовую систему привело бы к ограничению конституционных прав и свобод и к юридическому разграничению религий на «первый» и «второй» сорта. Таким образом, юридического определения «секта» нет, но в религиоведческой литературе оно используется.
Российский религиовед И. Я. Кантеров (доктор философских наук, профессор ИППК МГУ) считает понятия «тоталитарная секта» и «деструктивная секта» бессодержательными. По его мнению, данные понятия используются, главным образом, с идеологическими целями — создания негативного образа некоторых новых религиозных объединений. Также Кантеров утверждает, что в отличие от представителей антикультового движения «ни одна светская школа религиоведения: Санкт-Петербургская, Московская или Екатеринбургская не принимают терминологию: „деструктивная секта“, „тоталитарная секта“ и т. п.». Вместе с этим, Кантеров включил книгу Дворкина «Сектоведение. Тоталитарные секты» в список рекомендуемой (дополнительной) литературы по Программе дисциплины «Новые религиозные движения и культы», курс которой Кантеров читает в ИППК МГУ им. М. В. Ломоносова.

### Общественная деятельность, скандалы и судебные процессы

#### Иск из-за брошюры «10 вопросов…»
В 1997 году «Общественный комитет защиты свободы совести» в лице Глеба Якунина с примкнувшими к нему М. С. Осадчевым, Л. С. Левинсоном, Н. А. Балуковой, обратились в Хорошёвский районный суд Москвы, с иском к А. Л. Дворкину и Отделу религиозного образования и катехизации Московского Патриархата об опровержении утверждая, что сведения излагаемые в брошюре «Десять вопросов навязчивому незнакомцу…» не соответствуют действительности и порочат честь, достоинство и деловую репутацию описываемых в ней организаций — «Общество сознания Кришны», «Церкви Объединения» Муна, «Саентологии», «Богородичного центра» И. Береславского и др.
21 мая 1997 года Хорошёвский районный суд Москвы после многодневного процесса в иске отказал:
Суд считает установленным, что приведённые А. Л. Дворкиным в брошюре «Десять вопросов навязчивому незнакомцу или Пособие для тех, кто не хочет быть завербованным» сведения о «тоталитарных сектах» (нетрадиционных религиозных организациях), которые оспариваются истцами — соответствуют действительности, а потому не подлежат опровержению. 
…
Суд решил: В иске Общественного Комитета защиты свободы совести, Левинсона Льва Семёновича, Осадчева Михаила Семёновича, Балуковой Натальи Александровны к Дворкину Александру Леонидовичу, Отделу религиозного образования и катехизации Московского Патриархата о защите чести, достоинства и деловой репутации, опровержении порочащих сведений отказать.

#### Отмена лекций по истории православной церкви в УрГУ
В 2000 году ректорат Уральского государственного университета (Екатеринбург) запретил проведение лекций Дворкина по истории Православной Церкви, и ему пришлось выступать с курсом лекций по сектоведению и истории Церкви в Окружном доме офицеров. Договорённость между Екатеринбургской епархией РПЦ МП и ректоратом университета о лекциях Дворкина была аннулирована приказом ректора университета Владимира Третьякова за два часа до их начала. Ректорат университета эту отмену объяснил «этическими соображениями», так как «государственное учебное учреждение не может заниматься религиозной пропагандой…».

#### Конфликт с изданиями «Екклесиаст» и «Золотое кольцо»
В 2003 году в двух газетах Ярославля — «Екклесиаст» и «Золотое кольцо».) — были распространены сведения о том, что Дворкин перешёл из иудаизма в христианство, вступил в брак с американской гражданкой с целью получения гражданства США и разжигал конфликты на религиозной почве, а ему были приписаны также утверждения, что «единственная религиозная организация, которая не представляет опасность для общества — это сатанисты».
Эти факты, как и сравнение Александра Дворкина с двойным агентом-провокатором Георгием Гапоном, были признаны Кировским районным судом города Ярославля 13 декабря 2006 года оскорбляющими честь, достоинство, деловую репутацию Александра Дворкина и подлежащими опровержению. В то же время суд признал, что порочащими не являются такие высказывания газеты, как: «этот борец с прозелитизмом (Дворкин) перекрестился из иудаизма в православие в 1980 году … поскольку в статье не содержится сведений о корыстных либо иных низменных причинах принятия истцом православия, данный факт не связан и с аморальным, нечестным, недобросовестным поведением Дворкина А. Л.»; утверждение, что Александр Дворкин имеет американское гражданство, поскольку им не оспариваются факты приобретения американского гражданства и фраза «Репутация одиозной личности, разжигателя межрелигиозных конфликтов тянется за ним», поскольку здесь речь идёт об оценочном суждении. Факт исповедания иудаизма ответчиками («Екклесиаст», адвокаты — Владимир Ряховский и Анатолий Пчелинцев) доказан не был. В заявлении истца (Дворкина) этот факт охарактеризован им как «не соответствующий действительности». Судебного же решения по этому частному вопросу нет, как и по наличию у Александра Дворкина американского гражданства.
Единственным из шести требований Дворкина, которое суд не удовлетворил, было признание не соответствующими действительности утверждения, что истцу было отказано в чтении лекций на журналистском факультете МГУ из-за «недостаточного образовательного уровня». Своё решение по данному вопросу суд объяснил тем, что по закону претензии в публикации недостоверной информации следует предъявлять первоисточнику — то есть интернет-сайту организации Нарконон, разместившей у себя «справку от Ясена Засурского».
Газета «Золотое кольцо» ещё до начала судебного заседания принесла извинения за недостоверную публикацию об Александре Дворкине, а также позднее опубликовала интервью с Александром Дворкиным. Журналист Евгений Мухтаров провёл полное сравнительное исследование всех материалов ярославского процесса.

#### Задержание нарядом милиции в Екатеринбурге
23 марта 2005 года Александр Дворкин и руководитель миссионерского отдела Екатеринбургской епархии священник Владимир Зайцев приехали в школу № 21 Чкаловского района Екатеринбурга для чтения лекций на тему «Тоталитарная секта „Новая жизнь“ — погоня за властью и деньгами» и разговора с пострадавшими от деятельности секты Григория Грабового. Во время встречи с горожанами сотрудники Чкаловского РУВД Екатеринбурга попытались их задержать. После того как Александр Дворкин, священник Владимир Зайцев, оператор епархиальной телекомпании Виктор Григорьев и двое организаторов встречи отказались последовать в отделение милиции, поясняя свой отказ согласованностью мероприятия, сотрудники правоохранительных органов применили силу. По словам отца Владимира, на задержание прибыли два милицейских УАЗика и три легковых автомобиля с примерно 15 сотрудниками милиции, задержанием руководил капитан милиции Владимир Шевченко, находившийся в состоянии алкогольного опьянения. Задержанные провели в Чкаловском РУВД Екатеринбурга несколько часов и были выпущены только после прибытия в отделение депутата Государственной думы России Евгения Ройзмана. По мнению Владимира Зайцева, причиной происшествия стала «подкупленность ряда милиционеров руководителями процветающей в районе секты неопятидесятнического толка „Новая жизнь“». По словам представителя пресс-службы УВД Екатеринбурга, задержание было проведено за отказ прекратить мероприятие, не согласованное с администрацией образовательного учреждения, и неподчинение сотрудникам правоохранительных органов, а также для установления личности и целей собрания.
В связи с произошедшими событиями патриарх Московский и всея Руси Алексий II сделал заявление:
Я с большой тревогой услышал сообщение из Екатеринбурга о совершившемся насилии над миссионером профессором Александром Леонидовичем Дворкиным — известным борцом с тоталитарными сектами, компетентным учёным и неустрашимым проповедником. Пострадали и другие люди, в том числе священник. Мы живем в свободной стране, где свобода слова гарантирована Конституцией. Любое препятствие, тем более правоохранительными органами, распространению свободы слова подрывает правовые основы нашего государства.
Расследование дела было поручено специально созданной следственной бригаде и взято на особый контроль заместителем Генерального прокурора России в Уральском федеральном округе Юрием Золотовым. По результатам проверки прокуратура Свердловской области возбудила уголовное дело по статье 286 Уголовного кодекса РФ (превышение должностных полномочий) в отношении руководителей правоохранительных служб, своевременно не остановивших беззаконие со стороны подчинённых. По поручению прокуратуры руководство ГУВД Свердловской области провело служебное расследование, которое выяснило, что задержание Александра Дворкина и служителей Екатеринбургской епархии было необоснованным и что во время задержания сотрудники правоохранительных органов превысили служебные полномочия, проявив грубость. Начальник отделения Чкаловского РУВД Екатеринбурга, руководивший задержанием, был уволен из органов внутренних дел «за допущенную грубость и нетактичное поведение по отношению к священнослужителям», а ряду руководителей управления были определены дисциплинарные взыскания. И. о. начальника ГУВД Свердловской области Владимир Филиппов принёс извинения Екатеринбургской епархии и лично иерею Владимиру Зайцеву за произошедший конфликт. Был уволен заместитель прокурора Чкаловского района Екатеринбурга за то, что не провёл проверку конфликта между священнослужителями и милиционерами.
Священник Владимир Зайцев впоследствии подробно рассказал в интервью подробности происшествия, а также отправил официальное письмо депутату Государственной думы России Евгению Ройзману.

#### Иск главы РОСХВЕ С. В. Ряховского
Осенью 2006 года председатель «Российского объединённого союза христиан веры евангельской» (РОСХВЕ) С. В. Ряховский обратился в суд с иском к А. Л. Дворкину. Поводом послужило выступление последнего в программе телеканала «Россия» «Национальный интерес» 30 сентября 2006 года, в котором А. Л. Дворкин обвинил С. В. Ряховского в подготовке «оранжевой революции» на территории России. Глава РОСХВЕ заявил, что его обвинили в подготовке оранжевой революции, и просил суд признать утверждения А. Л. Дворкина безосновательными и порочащими честь и достоинство. Предварительные слушания состоялись 9 ноября и 21 декабря. В обоих случаях ни С. В. Ряховский, ни А. Л. Дворкин на суд лично не явились, предпочитая действовать через адвокатов, работающих по доверенности. По разным причинам процесс затягивался, итоговое заседание состоялось 14 мая 2007 года, решение на нём было вынесено в пользу А. Л. Дворкина.

#### Иск Хельсинкской группы
30 сентября 2006 года Дворкин в передаче «Национальный интерес» на телеканале «Россия», в частности, сказал:
Ну, я не говорю про Хельсинкскую группу, которая, впрочем, постоянно поддерживает все секты и состоит на жалованьи у сайентологии.
В этой связи Московской Хельсинкской группой — МХГ против А. Л. Дворкина и ФГУП «Всероссийская государственная телевизионная и радиовещательная компания» было подано исковое заявление от 26 ноября 2006 года о защите деловой репутации (в порядке ст.152 ГК РФ). Её интересы в ходе процесса взялся отстаивать работник правозащитного центра «Ковчег» — адвокат Сергей Сычев.
Из-за того, что заявитель указал Хорошевскому суду столицы старый адрес ответчика, по которому и отправилось повестка — Дворкин о процессе ничего не знал, и дело рассматривалось без него. В отсутствие ответчика, суд принял сторону истцов и признал не соответствующими действительности утверждение, что «МХГ состоит на жалованье у сайентологов».
Затем Александр Дворкин подал кассационную жалобу на решение Хорошевского суда, и 6 августа 2007 года оно было отменено, а дело направлено на новое рассмотрение в Басманный суд Москвы.
29 января 2008 года, рассмотрев заявление истца и заслушав доводы ответчиков, Басманный суд отказал МХГ в удовлетворении её исковых требований, мотивируя своё решение тем, что высказывание Дворкина «не может рассматриваться, как утверждение о фактах», а является его мнением, которое «не может быть проверено на соответствие действительности», а также суд счёл невозможным «идентифицировать распространённые ответчиком высказывания с конкретным юридическим лицом» — Московской Хельсинкской группой.

#### Конфликт с кришнаитом в центре Москвы
1 мая 2006 года в центре Москвы произошёл конфликт между Дворкиным и брахмачари московского храма Международного общества сознания Кришны проживающем без регистрации гражданином Молдавии Сергеем Косенко, распространявшим книги издательства «Бхактиведанта Бук Траст» в подземном переходе между станциями метро «Кузнецкий Мост» и «Лубянка». Дворкин отвел кришнаита в милицию, где сообщил, что сделал замечание группе кришнаитов, один из которых нанёс ему лёгкие побои по лицу и рассёк губу. Информация об избиении кришнаитом Дворкина впоследствии была изложена начальником Управления информации и общественных связей ГУВД Москвы Виктором Бирюковым, отметившим, что состава преступления в происшествии нет, поскольку, по его словам, потерпевший Александр Дворкин не был избит, а также с заявлением о избиении не обращался. Сотрудники проверили документы у Косенко, которого привёл под локоть Александр Дворкин сам после этого ушедший, и отпустили. По словам президента московского Общества сознания Кришны Сергея Андреева нападение было только со стороны Александра Дворкина, а Сергей Косенко после проверки документов пошёл по своим делам.
12 мая 2006 года, Сергей Косенко, в интервью «Порталу-Credo.Ru», описал случившееся как нападение самого Дворкина, который при этом вырвал у него из рук одну из индуистских книг и, крича, что всё это сатанизм, порвал её на части. Агрессивное поведение православного профессора кришнаит объяснил следующим образом:
Таким образом, каждый фанатик обычно убеждает себя в своей правоте, укрепляет себя. Сначала он хватает книгу, а потом может и нож взять в руки для того, чтобы убить во имя своей веры, то есть он уже по существу не контролирует себя.
Косенко также заявил, что это был уже второй случай нападения на него Александра Дворкина. На вопрос журналиста, каково мнение кришнаита о случившимся конфликте, Сергей Косенко ответил:
Дворкин скорее прикрывается Церковью. В результате его выступлений у несведущих людей появляется ощущение, что в обществе все делятся на «наших» и «ненаших». При этом, антисектантские акции усугубляют незнание религии и веры вообще, люди отворачиваются от православия, если слышат высказывания таких людей, как Дворкин. Профессор Александр Дворкин — не православный, а православные — это преподобный Сергий Радонежский и митрополит Антоний Сурожский. В основе православия лежит христианский принцип — возлюби Господа Бога Твоего и ближнего своего, а проявление агрессии — это вообще не религия.
15 мая 2006 года с заявлением по поводу интервью Сергея Косенко «Порталу-Credo.Ru» выступили официальные представители РАЦИРС — Вице-президент РАЦИРС протоиерей Александр Новопашин, Вице-президент РАЦИРС протоиерей Александр Шабанов, и Ответственный секретарь РАЦИРС, кандидат исторических наук, доцент, священник Лев Семёнов, где высказались следующим образом:
Гражданин Косенко, нарушая российские законы, торгует в метро при попустительстве дежурящих здесь милиционеров, а профессор Дворкин, разрушивший своим вмешательством эти идиллические взаимоотношения правонарушителя и правоохранителей, получает от преступника (ведь именно так до сих пор назывался человек, преступающий закон) удар кулаком в лицо. Что касается официального медицинского освидетельствования полученных им телесных повреждений, то в нем речь идет о повреждениях мягких тканей лица и слизистой губы. Надеемся, что последним уточнением, мы полностью удовлетворили любопытство С. Косенко, выраженное им в интервью в недопустимо скабрезном стиле.
Также официальные представители РАЦИРС обвинили в пристрастности и ангажированности «Портал-Credo.Ru» проводивший интервью с Сергеем Косенко:
Наверное, самое время обратить внимание и на Портал-Credo.Ru, в очередной раз подтвердивший свою низкопробную репутацию размещением названного интервью. Действительно, какой по большому счету может быть спрос с занесённого в Москву молдавского недоросля, прибившегося к экзотической секте, оставшегося в свои тридцать два то ли бывшим музыкантом, то ли нелегальным книгоношей, без семьи, без определенного рода занятий и, похоже, без особого образования, имеющего при себе «ксерокс паспорта» и бродящего ныне по московским улицам и переходам метро с целью всучить прохожим данную ему сектантскими лидерами для распространения литературу. В строгом смысле он лишь жертва секты, охотно прибравшей к рукам его подобно многим другим. И уж тем более смешно быть чересчур придирчивым к литературному стилю его интервью. А вот Порталу, должно быть мнящему себя способным находиться в одном ряду с респектабельными информационными ресурсами интернета, не мешало бы требовательнее относиться к стилистике и тону размещаемых материалов. Портал, претендующий на предоставление широкой информации в сфере религиозной жизни, казалось бы, должен помнить, что целомудрие является одним из атрибутов религиозности как таковой.

#### Протест индолога Ирины Глушковой
В 2008 году Яков Кротов на своём личном сайте, а также Портал-Credo.Ru со ссылкой на официальный сайт Международного общества сознания Кришны, разместили текст заявления российского индолога, ведущего научного сотрудника Центра индийских исследований Института востоковедения РАН Ирины Глушковой. В заявлении Ирина Глушкова высказала возражения против использования в статье Дворкина «Кришнаиты как они есть» её фразы «Между Индией наших кришнаитов и реальной Индией такая же разница, как между порошком „Зуко“ и соком живого плода», взятой из статьи, опубликованной в 1996 году в «Независимой газете». Эта цитата Ирины Глушковой также используется Александром Дворкиным в качестве эпиграфа к посвящённой кришнаитам главе книги «Сектоведение. Тоталитарные секты».
В своём заявлении Ирина Глушкова отметила, что на некоторых сайтах статья «Кришнаиты как они есть» подписана её именем и что к ссылкам на эту цитату «чаще других и без видимого повода» прибегает Александр Дворкин. Глушкова заявила, что цитата была произнесена ей в «полемике по конкретному поводу», и выступила против использования её имени «таким образом и с такими целями». Глушкова также рассказала о том, что обращалась к православному сектоведу В. Ю. Питанову с просьбой снять с сайта Православного института религиоведения и церковных искусств подписанную её именем статью или назвать её автора, но в ответ получила отказ.
Ирина Глушкова также рассказала об этом инциденте на пресс-конференции в Интерфаксе, состоявшейся 24 февраля 2012 года в Томске в связи с судебным процессом над священной книгой кришнаитов «Бхагавад-гита как она есть».

#### Избрание Дворкина вице-президентом FECRIS
17 мая 2009 года в г. Санкт-Петербурге прошла ежегодная конференция «Европейской федерации исследовательских центров информирования о сектах» (FECRIS), которая объединяет представителей 31 страны и является официальным консультантом Совета Европы.
В мероприятии приняли участие делегаты из Германии, Великобритании, Франции, Швейцарии, России и ряда других государств Западной и Восточной Европы. Собравшиеся, которые накануне провели встречу с министром юстиции Российской Федерации Александром Коноваловым, заслушали отчёт о работе всей организации и Совета Директоров, одним из членов которого был Александр Дворкин.
Затем состоялись выборы новых руководящих органов FECRIS. В итоге должность президента организации занял сэр Томас Джеффри Саквилль — выпускник Оксфордского университета и бывший первый заместитель министра внутренних дел Великобритании, а Александр Дворкин стал вице-президентом. В интервью Агентству национальных новостей Александр Дворкин сообщил:
Я расцениваю это как высокое доверие, причём не только ко мне, но и к моим российским коллегам. Участие представителя России в руководстве организации, которая является официальным консультантом Совета Европы, повышает статус нашей страны и наглядно демонстрирует её намерение сообща бороться с нарушениями прав человека в криминальных сообществах, включая такую их разновидность, как тоталитарные секты.
В июле 2009 года Экономический и социальный совет ООН на своей сессии предоставил «Европейской ассоциации исследовательских центров информирования о сектантстве» (FECRIS), одним из высших руководителей которой стал Александр Дворкин, статус особого советника.

## Критика

### В России
Заведующий сектором философии религии Института философии РАН и кафедрой истории и теории мировой культуры философского факультета МГУ, доктор философских наук В. К. Шохин и религиовед, доктор философских наук Е. Г. Балагушкин в опубликованной в 2006 году статье «Религиозный плюрализм в современной России» поставили Александра Дворкина в один ряд с Серафимом Роузом и Томасом Гандоу, отмечая, что он также «неправомерно огульно объявляет все многообразие НРД врагами Христа и сатанинской прелестью», тем самым «разжигая межконфессиональную вражду» в России.
Религиовед А. В. Муравьёв и журналист М. Н. Ситников в статье на Портал-Credo.Ru писали, что сопредседатель Всемирного русского народного собора и Всемирного русского конгресса, кандидат исторических наук И. А. Кольченко в рецензии (датирована январём 2001 года) на «Сектоведение. Тоталитарные секты», в вышедшем в 2005 году сборнике «Очерки российского сектоведения» составленном Г. П. Климовым, считает, что преподавательская деятельность Александра Дворкин в вузах РПЦ наносит «несомненный ущерб интересам Церкви и православного народа в России, приучая студентов к пренебрежению научными методами работы, поверхностному знакомству с темой религиозного сектантства, не формирует канонический церковный взгляд на этот предмет». Кольченко также утверждает, что «А. Л. Дворкин по своим пособиям готовит для Церкви самоуверенных дилетантов». В свою очередь директор Департамента геополитических исследований Института гуманитарного образования, кандидат философских наук С. А. Шатохин в вошедшем в тот же сборник отзыве (датирован мартом 2003 года) «о выступлениях А. Л. Дворкина» по вопросам канонизации Ивана Грозного и Григория Распутина, в качестве вывода отмечает, что промежуточной целью данных выступлений «является провоцирование церковных расколов в Русской Православной Церкви». Окончательную цель Дворкина Шатохин видит в том, чтобы при ещё большем церковном расколе сформировать «псевдопатриотическую группировку (по типу „патриотической партии Жириновского“) „ультра-православных“», которая взяла бы на себя функции регулирования и дискредитации текущих процессов «русского национально-религиозного возрождения». Также Муравьёв и Ситников указывали, что в том же сборнике в своей статье Шатохин считает, что А. Л. Дворкин и ещё некоторые лица являются сторонниками запретительных мер в отношении НРД из-за недостатка веры.
Оценивая деятельность Дворкина, юрист, сопредседатель Славянского правового центра Владимир Ряховский, утверждает на Портал-Credo.Ru, что руководимый Дворкиным Центр св. Иринея Лионского «по существу и является крайне деструктивной сектой, которая, основываясь на лжи, пропагандирует вражду к целому ряду официально действующих в нашей стране законопослушных религиозных объединений».
Ведущий научный сотрудник Института русской литературы РАН, доктор филологических наук А. А. Панченко, критикуя в 2009 году в интервью Портал-Credo.Ru назначение А. Л. Дворкина председателем экспертного религиоведческого совета при Министерстве юстиции РФ, назвал Дворкина «одиозным активистом антисектантского движения», которого следует подвергнуть «судебному преследованию за разжигание религиозной розни». Тогда же религиовед С. Б. Филатов назвал избрание Дворкина председателем религиоведческого совета признаком «или дерзости, или безумия». По мнению Филатова, Дворкин «шельмует без особого разбора религиозные меньшинства, обвиняет (или подозревает их) в самых невероятных преступлениях, призывает власти покончить с религиозной свободой».
Социолог религии М. С. Штерин, ранее выступавший в качестве эксперта-свидетеля со стороны истцов в судебном процессе против А. Л. Дворкина, в публикации на сайте CESNUR Массимо Интровинье, отрицательно высказался по поводу выступления Александра Дворкина перед комиссией Бундестага ФРГ 21 сентября 1997 года. Штерин подверг сомнению достоверность представленной Дворкиным критической информации о некоторых НРД. По мнению Штерина, Дворкину «кажется достаточным привести всего несколько примеров из деятельности всего нескольких групп для того, чтобы составить общее утверждение об опасности, исходящей от всех НРД». В заключении обзора выступления Дворкина Штерин сделал вывод о том, что главные идеи выступления не подтверждаются ссылками на фактические данные, а в целом доклад Дворкина построен на «предубежденном отборе негативных предположений, фактов, слухов, голословных утверждений или неверной информации».
В 2004 году религиовед С. М. Дударёнок со ссылкой на журналиста М. Н. Ситникова отмечала, что обвинения Дворкина всех подряд новых религиозных движений, местами имевшие оскорбительный и уничижительный тон, привели к серии судебных исков по отношению к Дворкину. А сравнивая подходы к НРД А. В. Кураева и Дворкина, Дударёнок указывала, что Кураев базируется в своей критике, в первую очередь, на широком и разностороннем обосновании «еретического, антихристианского и антицерковного характера новых религий и религиозных движений», тогда как обвинения Дворкина «часто носят эмоционально-оскорбительный характер».
В 2005 году религиовед Е. И. Аринин и кандидат философских наук И. Д. Нефедова, в учебном пособии «Психология религии» написанном для студентов специальности «Религиоведение», выразили согласие с мнением И. Я. Кантерова о термине «тоталитарная секта», отмечали, что Дворкин, имеющий строго негативное отношение к новым религиям, использует этот термин для всех до единого новых религиозных движений. Рассматривая определение НРД Дворкиным как секты и как «закрытой религиозной группы, противопоставляющей себя основной культурообразующей религиозной общине (или основным общинам) страны или региона», авторы считают очень важным отметить, что такое определение указывает на сильно предвзятое отношение Дворкина, и авторы подчёркивают, что «оно не может быть рассмотрено как научное и объективное».
В 2006 году религиовед и заслуженный профессор МГУ И. Я. Кантеров выступая в защиту критикуемого Дворкиным преподавателя Московской духовной академии Р. М. Коня «не только успешно защитившего диссертацию по проблемам сектоведения в Московской духовной академии, но и многие годы преподающего в ней учебную дисциплину „Сектоведение“», отмечал, что работы Дворкина «скорее напоминают памфлеты, изготовленные по лекалам Лео Таксиля и Емельяна Ярославского», преимущественно содержат «насмешки и нарочито карикатурное описание» учений новых религиозных движений, а также уголовную терминологию (например, «вербовка», «секты-убийцы») и не содержат серьёзный обоснованный анализ.
Кандидат социологических наук А. В. Филькина, принимая во внимание статью М. С. Штерина, указывает на то, что основные концептуальные понятия Дворкина «тоталитарность» и «деструктивность» не используются в научном мире, «поскольку являются скорее ярлыками, несущими негативную коннотативную нагрузку, своеобразным „социальным оружием“». Также Филькина отмечает, что несмотря на то, что книги и статьи Дворкина основаны по большей части на «ненадёжных источниках информации», например, на «газетных историях, интернет-сообщениях, частных мнениях», терминологию его книг часто применяют органы государственной власти.
Доктор философских наук, профессор по кафедре социологии и управления социальными процессами АТиСО Е. С. Элбакян, критикуя в 2009 году на форуме в Центральном доме журналиста назначение Александра Дворкина председателем Экспертного религиоведческого совета при Министерстве юстиции РФ, назвала Дворкина «совершенно одиозной личностью». Она заявила, что Дворкин и все остальные члены совета (за исключением Игоря Яблокова) не являются религиоведами «ни по образованию, ни по конкретной деятельности». Элбакян назвала некорректным то, что Дворкина именуют «доктором философии», ведь в России «такого учёного звания нет, есть доктор философских наук». Элбакян также отметила, что «в номенклатуре ВАКовских специальностей» отсутствует специальность Дворкина «сектовед», которая, по её мнению, является «не научным, а антинаучным „направлением“».
В марте 2007 года, выступая на депутатских слушаниях в Московской городской думе, президент Ассоциации индийцев в России, кришнаит по вероисповеданию Санджит Кумар Джха подверг критике Александра Дворкина за причисление Международного общества сознания Кришны к тоталитарным сектам. В частности, Джха заявил, что «высказывания господина Дворкина оскорбляют религиозные чувства последователей индуизма в России и вызывают возмущение в Индии».
Религиовед С. И. Иваненко в книге «Вайшнавская традиция в России: история и современное состояние. Учение и практика. Социальное служение, благотворительность, культурно-просветительская деятельность», считает Александра Дворкина представителем «конфронтационного» подхода внутри РПЦ, который, по его мнению, характеризуется крайне негативным отношением к другим религиям как к «тоталитарным сектам» или «деструктивным культам».
Директор Московского бюро по правам человека и член Общественной палаты России А. С. Брод в своём заявлении СМИ по поводу избрания Дворкина председателем Экспертного совета оценил книги и статьи Дворкина как «псевдонаучные», написанные для «безосновательной дискредитации и последующего запрета целого ряда религиозных конфессий и движений». Также Брод указал, что тексты и выступления Дворкина носят оскорбительный характер и часто «вызывают возмущение представителей религиозных конфессий, а также экспертов-религиоведов».
В феврале 2012 года в связи с судебным процессом над «Бхагавад-гитой как она есть» в стенах Томского государственного университета прошла всероссийская научно-практическая конференция. Участники конференции (среди которых были индолог И. П. Глушкова и ведущий научный сотрудник Института философии РАН Т. Б. Любимова) приняли резолюцию, в которой, в частности, высказывалось «недоверие А. Л. Дворкину как председателю экспертного совета при Минюсте РФ».
В январе 2017 года российский историк и социолог Николай Митрохин в публицистической статье, опубликованной интернет-изданием Грани.ру, отнёс Дворкина к числу «провокаторов от православия», чья деятельность, по мнению Митрохина, «вызывает у большинства активных членов РПЦ уже даже не иронию, а полное отторжение».

### На международном уровне
1 мая 2009 года Комиссия США по международной религиозной свободе представила президенту Бараку Обаме, Конгрессу США и общественности доклад о проблемах обеспечения религиозной свободы в ряде стран мира, в том числе в России. Недовольство Комиссии вызывает новый орган при Министерстве юстиции РФ — Экспертный совет по проведению государственной религиоведческой экспертизы и фигура председателя Совета А. Л. Дворкина. В докладе отмечены резкие заявления Дворкина об Обществе сознания Кришны, свидетелях Иеговы, неопятидесятниках и некоторых исламских группах, а также отсутствие у Дворкина «академического образования в области религиоведения», хотя Дворкин получил своё образование в университетах именно этой страны.
В отчёте Государственного департамента США о ситуации со свободой совести в России за 2009 год («International Religious Freedom Report 2009») в разделе, посвящённом России, Александр Дворкин упоминается несколько раз. Отдельный абзац посвящён созданию Совета по проведению государственной религиоведческой экспертизы при Минюсте РФ. В отчёте отмечается, что единомышленники избрали Дворкина своим председателем, учитывая, что Дворкин является «открытым сторонником определения религиозных меньшинств в качестве экстремистских культов и „сект“. Его назначение на официальную должность, которая отвечает за рекомендации религиозным группам при их регистрации, вызвало возмущение как представителей религиозных меньшинств, так и международных экспертов».
Организаторы слушаний в Европарламенте о свободе религии в России (организаторы — депутат Европарламента от Нидерландов Корнелис де Йонг и глава неправительственной организации «Права человека без границ» бельгиец Вилли Фотре), проходивших в Брюсселе в ноябре 2010 года, не допустили А. Дворкина к участию в слушании. Причиной отказа была негативная характеристика его антисектантской деятельности.

### Критика представителями Русской православной церкви
Несмотря на то, что деятельность Дворкина в целом благосклонно оценивается иерархами РПЦ (Патриарх Алексий II наградил А. Л. Дворкина орденом свт. Иннокентия Московского), существует также критика подхода Дворкина внутри РПЦ со стороны приверженцев так называемого «святоотеческого подхода» в сектоведении. Один из критиков — доцент МПДА и преподаватель сектоведения Р. М. Конь. По его мнению, изложенному С. И. Иваненко в книге «Вайшнавская традиция в России», Александр Дворкин навязывает РПЦ чуждое ей «антикультистское» отношение к нехристианским религиям и ересям, подменяя богословскую православную аргументацию обвинениями в адрес «сект» в уголовных преступлениях, связях с зарубежными спецслужбами, аморализме и прочем. Конь считает, что выдвинутая Дворкиным «тоталитарная теория» «ошибочно рассматривает широко известные элементы общерелигиозной практики, такие как ограничение в пище, в сне, в быту, молитвенные обращение к Божеству, „изменение сознания“, наличие иерархических структур, коммерческую деятельность, использование СМИ для своей пропаганды и т. п., в качестве показателей принадлежности группы к „тоталитарным сектам“ и наличия в них технологий „изменения сознания“».
Существует полемика между Центром религиоведческих исследований св. Иринея Лионского и священником О. В. Стеняевым, возглавляющим Центр по реабилитации жертв нетрадиционных религий имени А. С. Хомякова. Олег Стеняев относит Дворкина к числу православных миссионеров, борющихся с сектантами «нехристианскими методами». По его мнению, такие миссионеры «отодвигают в сторону Библию и берут в руки Гражданский или Уголовный кодекс», посвящая своё время «сбору компромата на руководителей сект и на рядовых сектантов». Стеняев считает, что их изыскания «заведомо бесполезны» и что их деятельность играет на руку противникам РПЦ. В ответ на данные суждения сторонников «святоотеческого подхода» доктор теологии Венского университета В. А. Мартинович написал статью «Сектоведение в РПЦ: „перезагрузка“». В то же самое время, Стеняев выступает за отзыв законов, «потворствующих деятельности тоталитарных сект», утверждая, что ни в одной из стран западной демократии не существует «такого законодательного плюрализма в сфере религиозной жизни, как в современной России». Сам Дворкин в интервью Д. Л. Быкову отметил в одном из интервью, что его обвиняют в том, что он — «…агент западного антикультового движения, который был заслан сюда с тем, чтобы развалить православие таким образом».
Портал-Credo.Ru со ссылкой на пресс-службу Славянского правового центра сообщил, что в мае 2009 года православный сектовед Виталий Питанов разместил у себя «В Контакте» пост, в котором обвинил Дворкина в плагиате. Питанов заявил, что, по его мнению, брошюра Дворкина «Десять вопросов навязчивому незнакомцу или пособие для тех, кто не хочет быть завербованным» является заимствованием из книги Стивена Хассена «Противостояние сектам и контролю над сознанием» (6-я глава «Оценка культа: как защитить себя», раздел «Как задавать вопросы: Ключ к защите себя от деструктивных культов»).

## Ответы на критику
В интервью корреспонденту Религиозно-информационной службы Украины Александр Дворкин ответил на высказывания своих критиков следующее

— Вы регулярно в своих выступлениях и трудах употребляете слово «секта», против которого выступает профессор МГУ Игорь Кантеров, считая его ненаучным. Директор Института религии и права Роман Лункин в одном интервью сказал: «… учёные не пишут рецензии на книги Александра Дворкина, так как они не являются научными и оценивать их в рамках светской науки совершенно бессмысленно». Складывается впечатление, что сектоборчество — более пропагандистская, нежели предохранительная деятельность.
— Скорее, пропагандистской деятельностью занимаются они. Кантеров — это бывший пропагандист научного атеизма. Всю свою жизнь громил религию во имя единой верной коммунистической идеологии. Оказавшись не у дел в конце своей научной карьеры, он нашёл себе новых идеологических заказчиков, готовых оплачивать сектозащитные труды.
— А кто именно его заказчики?
Те секты, на пиар которых он работает. Из этой когорты бывших атеистов, а ныне активных сектозащитников можно назвать Иваненко, Гордиенко, и ряд других их коллег «местного разлива» которые пишут заказные материалы.
Что касается сектозащитного пропагандиста Лункина, то он ведёт грязную информационную войну. Я даже не хочу комментировать его вздорные инсинуации. Кроме его узкого круга их вряд ли кто серьёзно воспринимает.
Мой труд «Сектоведение» выдержал три издания, суммарный тираж более 200 тысяч экземпляров. Он цитируется в научной литературе, на него ссылаются в ряде кандидатских и докторских диссертаций. Это научный факт, от которого никак не отвертеться. По этой книге учатся в учебных заведениях — светских и духовных. На него ссылалась прокуратура РФ как на основной источник по теме сектантства.
Как любой научный труд он не совершенен. Я сейчас готовлю четвёртое дополненное и исправленное издание. Научной критике любой автор рад. А утверждать, что он не замечен, значит либо игнорировать факты, либо умышленно их замалчивать.

Кантеров, говоря о ненаучности термина «секта», сбрасывает со счета все научное религиоведение, которое началось с Макса Вебера, использовавшего его. И сам Кантеров, в советское время, активно употреблял термин «секта», когда во славу КПСС громил сектантство и все религии.
Александр Дворкин отрицает своё знакомство с Тедом Патриком, отмечая, что Патрик в это время был приговорён к 7 годам заключения в тюрьму, и Дворкин мог с ним встретиться лишь там, что по сути было невозможно. Также Александр Дворкин утверждает, что крайне неодобрительно относится к применявшимся Патриком методов депрограммирования, промывания мозгов и насильственного лишения свободы членов сект. В то же время Александр Дворкин соглашается, что Тед Патрик был первым человеком, создавшим систему гражданских организаций для противодействия общественноопасным новым религиозным движениям, опыт которого восприняли во многих странах в виде учреждения родительских комитетов.

## Положительные отзывы
- Протодиакон А. В. Кураев отвечая на вопрос на Online-конференции АиФ по поводу деятельности А. Л. Дворкина сказал следующее:

Дворкин уже много лет старается оповестить людей, и церковных, и нецерковных, о нерекламных аспектах жизни сект. Для того чтобы человек мог быть свободен в своем выборе, в его кругозоре должна быть не только реклама различных секточек, но и спорные, мягко говоря, аспекты их вероучения, практики и истории. У Александра Леонидовича в этом смысле непростая работа, он копит информацию именно о подранках духовной войны, об инвалидах духовного поиска, неудачниках, для того чтобы предостеречь людей. Грубо говоря, Дворкин занимается тем же, чем и Союз защиты потребителей, который предупреждает о том, что не все, что поступает на рынок, доброкачественно и полезно для здоровья.— Онлайн конференция Андрей Кураев о вере, церкви, миссионерстве// Аргументы и Факты On-Line, 09.02.2009 г.
- Философ А. А. Мишучков, кандидат философских наук[155], доцент кафедры истории философии Факультета гуманитарных и социальных наук ОГУ[156] в рецензии на книгу Сектоведение. Тоталитарные секты отмечает следующее

В современной ситуации, когда Россия уже более десятка лет находится в переходном состоянии, когда крайне истощен человеческий потенциал, общество не может бросаться десятками тысяч людей (ищущих своей самоидентификации). Это слишком большая роскошь для нас, пусть это позволяет себе Америка, но и там многие секты уже выдворены из страны. Остается пожелать А. Дворкину выпуска серьёзных монографий по сектоведению и составить хоть и несравнимую, но конкуренцию сектантской литературе. — Мишучков А.А. Рецензия на книгу Дворкин А.Л. Введение в сектоведение. Учебное пособие к курсу "Сектоведение". Издательство Братство во имя святого благоверного князя Александра Невского. Нижний Новгород, 1998г. – 458с.//Теоретический журнал "Credo", № 3, 2000
- Историк и публицист И. В. Смирнов, отметив в своей рецензии достоинства и недостатки книги, сделал общий вывод:

Тем не менее, несмотря на все логические провалы, основная идея автора заслуживает внимания. Многие секты действительно принципиально отличаются от нормальных «культурообразующих» религиозных организаций. На мой взгляд, суть этого отличия — в том, что традиционные большие конфессии волей-неволей претерпели определённую эволюцию под воздействием Просвещения и гуманизма. Прогресс — вот сила, побудившая христиан отменить инквизицию, индуистов — перестать сжигать женщин на погребальных кострах покойных мужей и так далее. Секты, которые мы воспринимаем как «тоталитарные», игнорируют этот исторический опыт или же (как ваххабиты) воинственно его отрицают. И их можно понять. Ведь гуманизм и Просвещение — факторы внешние по отношению к любой религии.— Илья Смирнов. Православное сектоведение
- Историк и литературный критик Д. М. Володихин в своей рецензии на книгу А. Л. Дворкина «Иван Грозный как религиозный тип. Статьи и материалы» пришёл к выводу о том, что

При всех слабостях книга Александра Дворкина оставляет впечатление философской свежести, глубокого и сильного ума, способности автора чётко формулировать позицию. И она непременно станет знаковой в науке и публицистике. На неё будут ссылаться, с ней будут спорить, появятся похвалы и опровержения…
Одним словом, её запомнят.— Дмитрий Володихин. А. Дворкин. Иван Грозный как религиозный тип
- Кандидат исторических наук, старший преподаватель кафедры «История Отечества» БГУ С. З. Ахмадулина отмечает, что Труды А. Л. Дворкина посвящены вопросам функционирования новых религиозных движений. Несмотря на ярко выраженное негативное отношение (с позиции православного верующего) к религиозному сектантству как явлению, работа А. Дворкина является фундаментальной в этой области. Автор структурирует терминологический аппарат, даёт классификацию современных сект, рассказывает об истории, основах вероучения и культовой практике отдельных сект, их развитии и трансформации, масштабах распространённости в наши дни.[159]

## Публикации Александра Дворкина

### Энциклопедические статьи
Большая Российская энциклопедия
- Дворкин А. Л. Международное общество сознания Кришны // Большая Российская энциклопедия: в 30 т / науч.-ред. совет: пред. Ю. С. Осипов и др.. — М.: Большая Российская энциклопедия, 2012. — Т. 19 Маниковский — Меотида. — С. 541. — 767 с. — 60 000 экз. — ISBN 978-5-85270-353-8.
- Дворкин А. Л., Малков П. Ю. Мейендорф // Большая Российская энциклопедия: в 30 т / науч.-ред. совет: пред. Ю. С. Осипов и др.. — М.: Большая Российская энциклопедия, 2012. — Т. 19 Маниковский — Меотида. — С. 594—595. — 767 с. — 60 000 экз. — ISBN 978-5-85270-353-8.
- Дворкин А. Л., Силантьев Р. А. Новые религиозные движения // Большая Российская энциклопедия: в 30 т / науч.-ред. совет: пред. Ю. С. Осипов и др.. — М.: Большая Российская энциклопедия, 2013. — Т. 23: Николай Кузанский — Океан. — С. 244. — 766 с. — 26 000 экз. — ISBN 5-85270-320-6.

Православная энциклопедия
- Дворкин А. Л. «Белое братство» // Православная энциклопедия. — М., 2002. — Т. IV : Афанасий — Бессмертие. — С. 540—542. — 39 000 экз. — ISBN 5-89572-009-9.
- Дворкин А. Л. Богородичный центр // Православная энциклопедия. — М., 2002. — Т. V : Бессонов — Бонвеч. — С. 512—513. — 39 000 экз. — ISBN 5-89572-010-2.
- Семёнов Л. Е., Дворкин А. Л. Иеговы свидетели // Православная энциклопедия. — М., 2009. — Т. XXI : Иверская икона Божией матери — Икиматарий. — С. 186—188. — 39 000 экз. — ISBN 978-5-89572-038-7.

### Книги
- Life, personality and ideas of Sergius Stragorodsky, Bishop of Yamburgh and Archbishop of Vyborgh and Finland (later patriarch of Moscow and all Russia) berfore l9l7. Thesis (M. Div.). — New York City: St. Vladimir's Orthodox Theological Seminary, 1983.
- Ivan the Terrible as a Religious Type: a study of the background, genesis and development of the theocratic idea of the first Russian tsar, and his attempts to establish «free autocracy» in Russia. — Erlangen: Erlangen University Press:Oikonomia:Lehrstuhl für Geschichte und Theologie des christlichen Ostens, 1992. — ISBN 3-923119-31-3.
- Десять вопросов навязчивому незнакомцу, или Пособие для тех, кто не хочет быть завербованным. — М.: Информ.-консультатив. центр свмч. Иринея еп. Лионского, 1995. — 44 с.
- Капкан безграничной свободы. Сборник статей о сайентологии, дианетике и Л. Р. Хаббарде / Под ред. Дворкина А. Л. — М., 1996. — 160 с. — ISBN 5-86407-010-6.
- Введение в сектоведение. — Н. Новгород, 1998. — 457 с. — ISBN 5-88213-029-8.
- Пророки и боги мормонов. — М.: Изд-во Московской Патриархии, 1999. — 56 с.
- Сектоведение. Тоталитарные секты. Опыт систематического исследования. — Нижний Новгород : Изд-во братства во имя св. кн. Александра Невского, 2000. — 693 с.
  - Сектоведение. Тоталитарные секты. Опыт систематического исследования. — Изд. 3-е, пераб. и доп. — Н. Новгород: «Издательство братства во имя св. князя Александра Невского», 2002. — 702 с. — ISBN 5-88213-050-6.
  - Сектоведение: Тоталитарные секты: Опыт систематического исследования. — 3-е изд., доп. и перераб. — Нижний Новгород : Христианская библиотека, 2006. — 813 с.
  - Сектоведение. Тоталитарные секты. Опыт систематического исследования. — Изд. 3-е, пераб. и доп. — Н. Новгород: «Христианская библиотека», 2007. — 813 с. — ISBN 5-88213-068-9.
  - Сектоведение. Тоталитарные секты : опыт систематического исследования. — 3-е изд., доп. и перераб. — Нижний Новгород : Христианская б-ка, 2008. — 813 с. — ISBN 5-88213-050-6
  - Сектоведение: Тоталитарные секты : Опыт систематического исследования. — 3-е изд., доп. и перераб. — Нижний Новгород : Христианская библиотека, 2014. — 813 с. — ISBN 978-5-905472-21-3
- Секты против Церкви (процесс Дворкина) [Сборник] / Сост. А. Л. Дворкин. — М.: Изд-во Моск. Патриархии, 2000. — 740 с. — ISBN 5-7902-0112-2.
- Псевдохристианская секта «Свидетели Иеговы»: О людях, никогда не расстающихся со «Сторожевой Башней». — СПб.: Формика, 2002. — 160 с. — ISBN 5-7754-0037-2.
- Иван Грозный как религиозный тип: ст. и материалы / пер. с англ. Ю. С. Терентьев, А. Л. Дворкин. — Н. Новгород: Изд-во Братства во имя Св. Александра Невского, 2005. — 343 с. — ISBN 5-88213-069-7. (Одна из рецензий на книгу
- Очерки по истории Вселенской православной церкви : Курс лекций. — Н. Новгород : Изд-во Братства во имя св. князя Александра Невского, 2003. — 816 с. — ISBN 5-88213-054-9
  - Очерки по истории Вселенской православной церкви : курс лекций. — 2-е изд., испр. и доп. — Н. Новгород : Изд-во Братства во имя св. князя Александра Невского, 2005. — 924 с. — ISBN 5-88213-068-9
  - Очерки по истории Вселенской Православной Церкви. Курс лекций. — Изд. 3-е, перераб. и доп. — Н. Новгород, 2006. — 936 с. — ISBN 5-88213-068-9.
  - Очерки по истории Вселенской православной церкви : курс лекций. — 4-е изд., испр. — Москва : Риза ; Нижний Новгород : Христианская библиотека, 2008. — 935 с. — ISBN 978-5-903720-02-6
  - Очерки по истории Вселенской православной церкви : курс лекций. — Изд. 4-е, испр. — Нижний Новгород : Христианская б-ка ; Нижний Новгород : Христианская библиотека, 2013. — 935 с. — ISBN 978-5-905472-09-1
  - Очерки по истории Вселенской православной церкви: курс лекций. — Изд. 5-е, перераб. и доп. — Нижний Новгород : Христианская б-ка ; Нижний Новгород : Христианская библиотека, 2014. — 1021 с. — ISBN 978-5-905472-30-5
  - Очерки по истории Вселенской Православной церкви : курс лекций : [в 3-х книгах]. — 6-е изд., перераб. и доп. — Москва : ПСТГУ, 2020. — ISBN 978-5-7429-1218-7
- Как защитить себя и своих близких от тоталитарных сект. — М., 2006. — 160 с. — ISBN 5-89439-098-2.
  - Как защитить себя и своих близких от тоталитарных сект: сборник. — Москва : Российская ассоц. центров изучения религий и сект : Центр религиоведческих исслед. во имя священномученика Иринея Лионского, 2012. — 252 с. — ISBN 978-5-905472-06-0
  - Как защитить себя и своих близких от тоталитарных сект : сборник. — Москва : Российская ассоц. центров изучения религий и сект : Центр религиоведческих исслед. во имя священномученика Иринея Лионского, 2014. — 252 с. — ISBN 978-5-905472-26-8
- Афонские рассказы. — М.: ПСТГУ, 2006. — 200 с. — ISBN 5-7429-0009-0.
  - Афонские рассказы. — 2-е изд., испр. и доп. — М.: ПСТГУ, 2007. — 237 с. — ISBN 978-5-7429-0266-9.
  - Афонские рассказы. — Изд. 3-е, испр. — Москва : Эксмо : Православный Свято-Тихоновский гуманитарный ун-т, 2015. — 235 с. — (Православная библиотека). — ISBN 978-5-699-76861-5
- Учителя и уроки: воспоминания, рассказы, размышления / А. Л. Дворкин. — Н. Новгород: Христианская б-ка, 2008. — 373 с. — ISBN 5-88213-081-6.
- Моя Америка: автобиографический роман в двух книгах с прологом и двумя эпилогами. — Н. Новгород: Христианская б-ка, 2013. — 789 с. — ISBN 978-5-905472-11-4.
  - Моя Америка: автобиографический роман в двух книгах с прологом и двумя эпилогами. — Изд. 2-е, испр. — Нижний Новгород : Христианская б-ка, 2013. — 791 с. — ISBN 978-5-905472-16-9
  - Моя Америка: автобиографический роман в двух книгах с прологом и двумя эпилогами. — 3-е изд. — Нижний Новгород : Христианская б-ка, 2014. — 791 с. — ISBN 978-5-905472-32-9
- Хроники крестовых походов
  - Хроники крестовых походов франкских пилигримов в Заморские земли и сопутствующих событий, в изложении Александра Дворкина. — М.: Изд-во Сретенского монастыря, 2020. — Т. 1. — 496 с. — ISBN 978-5-7533-1631-8, ISBN 978-5-7533-1630-1.
  - Хроники крестовых походов франкских пилигримов в Заморские земли и сопутствующих событий, в изложении Александра Дворкина. — М.: Изд-во Сретенского монастыря, 2020. — Т. 2. — 480 с. — ISBN 978-5-7533-1632-5, ISBN 978-5-7533-1630-1.
  - Хроники крестовых походов франкских пилигримов в Заморские земли и сопутствующих событий, в изложении Александра Дворкина. — М.: Изд-во Сретенского монастыря, 2020. — Т. 3. — 472 с. — ISBN 978-5-7533-1633-2, ISBN 978-5-7533-1630-1.
  - Хроники крестовых походов франкских пилигримов в Заморские земли и сопутствующих событий, в изложении Александра Дворкина. — М.: Изд-во Сретенского монастыря, 2020. — Т. 4. — 656 с. — ISBN 978-5-7533-1634-9, ISBN 978-5-7533-1630-1.э
- Дворкин А. Л. Кто придумал неоязычество. — М.: Вольный странник, 2022. — 208 с. — ISBN 978-5-00178-110-3.

## Комментарии
1. ↑  Секты против церкви : (Процесс Дворкина) : Сборник. — М.: Издательство Московской Патриархии, 2000. — С. 183, 328. — 735 с. — ISBN 5-7902-0112-2.

1. ↑  В тексте биографии А. Л. Дворкиным, написанном Е. О. Мухтаровым, не точно написано, что Георгий Дзюбинский был полковником ВВС в отставке, хотя в действительности был подполковником ВВС и до отставки не дожил.